# Osvaldo Pascoal
Osvaldo Pascoal Pugliese (São Paulo, 24 de dezembro de 1956), é um jornalista e comentarista esportivo brasileiro. 
Atualmente é comentarista de futebol da ESPN Brasil.

## Biografia
Trabalhou no início da carreira como repórter de campo na rádio Metropolitana de Mogi das Cruzes. Chamou a atenção de Osmar Santos, que o levou pela primeira vez para a Rádio Globo em 1986.
Pascoal ganhou notoriedade nacional quando, por mais de dez anos, integrou a TV Bandeirantes, sendo repórter, onde fez grande trio com Ely Coimbra e Octávio Muniz. Em uma de suas entrevistas mais repercutidas, Pascoal entrevistou o até então treinador da Seleção Brasileira de Futebol, Mário Jorge Lobo Zagallo, chorando logo após vitória do Brasil na final da Copa América de 1997, sobre a Bolívia por 3x1, e no momento de desabafo, disse: "vocês vão ter que me engolir". Trabalhou também como repórter da extinta TV Manchete.
Após sair da emissora de televisão, Osvaldo Pascoal decidiu seguir um pouco em outra carreira, a de dirigente de futebol. Como gerente de futebol, Pascoal trabalhou no Goiás, no Vila Nova, no Figueirense e por último no Guarani, onde logo após a sua saída do clube foi convidado para retornar a Rádio Globo.
Na mesmo período em que estava atuando na direção de times de futebol, Pascoal escreveu um livro, "Sai da Rua, Roberto", que conta a história de Roberto Rivelino, um dos mais importantes jogadores da história. Osvaldo Pascoal é casado e tem duas filhas.
Em 2012, passou a apresentar a versão paulista do Enquanto A Bola Não Rola na Rádio Globo
Deixou a Rádio Globo de São Paulo em 6 de dezembro de 2016 e hoje integra a equipe da Fox Sports e ESPN. 

## Vida pessoal
Osvaldo é casado com Ana Scatolin Pugliese há 45 anos e tem duas filhas, duas netas e um neto.

## Prêmios
| Ano  | Prêmio                                                                     | Categoria             | Resultado | Ref.   |
| ---- | -------------------------------------------------------------------------- | --------------------- | --------- | ------ |
| 2000 | Troféu ACEESP (Associação dos Cronistas Esportivos do Estado de São Paulo) | Repórter de TV        | Venceu    | [ 8 ]  |
| 2010 | Troféu ACEESP (Associação dos Cronistas Esportivos do Estado de São Paulo) | Comentarista de Rádio | Venceu    | [ 9 ]  |
| 2011 | Troféu ACEESP (Associação dos Cronistas Esportivos do Estado de São Paulo) | Comentarista de Rádio | Indicado  | [ 10 ] |
| 2014 | Troféu ACEESP (Associação dos Cronistas Esportivos do Estado de São Paulo) | Comentarista de Rádio | Indicado  | [ 11 ] |